# Aldith Hunkar
Aldith Hunkar (Paramaribo, 2 december 1962) is een Nederlands journaliste en  radio- en televisiepresentatrice.

## Jeugd
Hunkar werd geboren in Suriname in een gezin van vijf kinderen: een zoon en vier dochters. Haar vader, die in Wageningen tropische landbouw studeerde, was ontwikkelingswerker. Ze woonden achtereenvolgens in Maleisië, Brazilië en Tunesië. Hunkar deed eindexamen op een Franse middelbare school in Tunis, het Lycée Français de Mutuelleville. In 1980 vertrok ze naar Nederland en begon ze aan de secretaresseopleiding bij Schoevers in Tilburg. Ze maakte de opleiding niet af. Daarna studeerde ze economie.

## Radiowerk
Hunkar begon tijdens haar studie met presenteren op de radio bij het Belgische lokale radiostation Radio Royal in Hamont-Achel. Van 1988 tot 1990 werkte ze voor Radio 10, en vanaf 1990 voor de publieke omroepvereniging AVRO, bij het programma De Nachtdienst waar in de nacht vragen van luisteraars door andere luisteraars werden beantwoord, afgewisseld met muziek. Voor de AVRO verzorgde ze verder Hersengymnastiek (duopresentatie met Hans Schiffers) en van 1990 tot medio september 1992 Arbeidsvitaminen. Vanaf januari 1992 presenteerde Hunkar voor AKN Station 3 op Radio 3 van zaterdag tot en met maandag het ochtendprogramma Wakker. Vervolgens maakte ze de overstap naar de VPRO. Ze presenteerde daar de eerste uitzending van Villa 65. In 1993 verzorgde ze voor de VPRO de presentatie van het muziekprogramma Zone - Rock & Roll Talkradio. Hierna deed ze vooral televisiewerk. In 2007 presenteerde ze een programma over achtergronden en cultuur op Mart Radio Amsterdam, een lokale Amsterdamse zender. Ze is sinds 2023 te horen op NPO Klassiek als presentatrice van De Ochtend waar ze regelmatig invalt voor Andrea van Pol en Hans Smit.

## Televisie
In het najaar van 1993 was Hunkar een van de verslaggevers die meewerkten aan het programma Marco Polo (VPRO), een elfdelige reportageserie over bewoners in de wijken Bos en Lommer en De Baarsjes in Amsterdam-West. In 1994 volgde ze Marga van Praag op als redacteur/presentatrice bij het NOS Jeugdjournaal. Ze werkte er zes jaar. Ook in 1994 verzorgde Hunkar een aflevering van het experimentele programma De achtbaan (AVRO). In 1998 presenteerde ze Het aanzien van Nederland, een NPS-uitzending in het Nederlands Architectuur Instituut over de vraag hoe Nederland er in 2030 uit zou moeten zien. In 1998 werd ze gekozen als 'sterkste televisie-vrouw' en ontving ze de Viva-ster. Ook presenteerde ze Dicteevee (NOT/TELEAC), een vierdelige quiz naar aanleiding van de nieuwe spelling. In 1999 maakte Hunkar een reportage over een WNF-veldwerker in Kameroen. Haar verslag van deze reis werd uitgezonden in het speciale liveprogramma Nog maar 365 dagen... (TROS). Ook presenteerde ze een aflevering van het populaire kinderprogramma Kinderen voor kinderen (VARA). In 2000 was ze samen met Maartje van Weegen, Philip Freriks en Mart Smeets een van de presentatoren van Hallo 2000!, de speciale rechtstreekse uitzending van de millenniumwisseling over de hele wereld. Ook viel ze in voor Van Weegen in het wekelijkse programma M2 (NOS) met Smeets. Ter gelegenheid van het 25-jarig jubileum van Sesamstraat speelde Hunkar mee in het Sesamstraatjournaal samen met Tommie, Ieniemienie en Pino. 
In 2001 stapte ze over naar het NOS Journaal en maakte ze als camjo (camerajournalist) voor het NOS Journaal reportages in binnen- en buitenland en presenteerde ook zelf de journaals. Vanaf 2002 presenteerde ze voor de NPS culturele programma's, zoals de Middag en de avond van de korte film, TV3 en het wekelijkse programma Gewest. Ook was ze actief voor NPS Jazz in onder andere NPS Jazzkelder. In november van 2002 presenteerde ze samen met Dieuwertje Blok, Rik Hoogendoorn en Lot Lohr de intocht van Sinterklaas in Zaltbommel.
In juli 2004 kwam er een einde aan de werkrelatie met de NPS. Een arbeidsconflict met de NPS werd in juli 2004 door de rechter in Hunkars voordeel beslist. De NPS had haar, tegen de afspraken in, geen volwaardige werkzaamheden als presentatrice geboden. Hunkar kreeg een schadevergoeding toegewezen. In oktober 2004 werd bekend dat Hunkar de nieuwe presentator van het NOS Journaal werd als opvolgster van Annette van Trigt en Hans Smit. Het Journaal vierde op 5 januari 2006 zijn 50-jarig jubileum. Tussen 09.00 uur en 18.00 uur werd er om elk heel uur een journaal gepresenteerd door een oud-nieuwslezer. Tussen deze nieuwsuitzendingen door presenteerde Hunkar samen met Rik van de Westelaken om en om een uur een speciaal programma met hoogte- en dieptepunten en gesprekken met de oud-nieuwslezers. 
Tijdens Koninginnedag 2007 was ze een van de verslaggevers die verslag deden van het bezoek van de koningin aan Woudrichem. In 2007 nam ze tijdelijk vrijaf van het NOS Journaal. In het programma RTL Boulevard gaf Hunkar op 17 juni 2008 aan dat ze overspannen is geweest. Het rommelde tussen haar en haar werkgever. Ze zou hierdoor niet meer terugkeren als presentatrice. Uiteindelijk kwamen Hunkar en haar werkgever een vertrekregeling overeen.
In 2021 keerde Hunkar terug op tv als presentator van het programma Firma Erfgoed van de Evangelische Omroep (EO), waarin zij Nederland doorkruist op zoek naar bijzondere bouwwerken, kunst, beelden en objecten en de bijbehorende verhalen. Het tweede seizoen werd uitgezonden in 2022 en een derde seizoen is in de maak. 
Willem Nijholt (1980, 1981) · Leoni Jansen (1982) · Willem Ruis (1983, 1984) · Edwin Rutten (1985, 1986) · Ati Dijckmeester (1985, 1986) · Ron Brandsteder (1987) · Simone Kleinsma (1987) · Sonja Barend (1988) · Herman van Veen (1990) · Youp van 't Hek (1991) · Sylvia Millecam (1992) · Erik van Muiswinkel (1992) · Henk Westbroek (1992) · Coen Flink (1993) · Frank Groothof (1994) · Willem Ekkel (1994) · Peter Tuinman (1994) · Harry van Rijthoven (1994) · Carola Hamer (1994) · Paul de Leeuw (1995, 1996) · Menno Bentveld (1997) · Joep Onderdelinden (1998, 2020) · Marcel Faber (1998) · Aldith Hunkar (1999) · Marscha de Haan (2000) · Neel Brands (2000) · Maud Hawinkels (2001) · Klaas van der Eerden (2002, 2003, 2004) · Claudia de Breij (2004, 2005, 2009, 2012) · Jochem Myjer (2006) · Isolde Hallensleben (2007) · Jack van Gelder (2008) · Ali B (2008) · Frank Evenblij (2009) · Sara Kroos (2011) · Lex Uiting (2013, 2014, 2015, 2016, 2017) · Dolores Leeuwin (2013) · Dieuwertje Blok (2014) · Milouska Meulens (2015) · Anne Appelo (2018, 2019, 2020) · Pepijn Gunneweg (2018, 2019) · Plien van Bennekom (2020) · Kiefer Zwart (2020) · Ridder van Kooten (2020, 2021) · Esmée van Kampen (2021) · André Dongelmans (2021) · Jurre Geluk (2023)